# باد غرين
باد غرين (بالإنجليزية: Bud Green)‏ هو كاتب أغاني أمريكي، ولد في 19 نوفمبر 1897، وتوفي في 2 يناير 1981.

## وصلات خارجية
- باد غرين على موقع IMDb (الإنجليزية)
- باد غرين على موقع ميوزك برينز (الإنجليزية)
- باد غرين على موقع قاعدة بيانات برودواي على الإنترنت (الإنجليزية)
- باد غرين على موقع ديسكوغز (الإنجليزية)